# ジョンハン
ジョンハン（英: JEONGHAN、朝：정한、1995年10月4日 - ）は、韓国の歌手。韓国・ソウル特別市出身。男性アイドルグループSEVENTEENのメンバーである。PLEDISエンターテインメント所属。本名はユン・ジョンハン（英：Yoon Jeonghan、朝：윤정한、漢：尹淨漢）。

## 来歴
1995年10月4日、韓国・ソウル特別市出身。

### デビュー前
演技塾に通っている友達とビリヤードで遊んでいるときに、ずっとジョンハンを見ていた人達にスカウトされ、オーディションを受けたが、緊張して失敗に終わった。その2週間後に地下鉄でPLEDIS関係者に声を掛けられ、友達とオーディションに参加した。その3日後にPLEDISから電話で合格を知らされた。
2012年4月26日、平均年齢17歳、韓国最大規模の13人組のアイドル「SEVENTEEN」が年末から翌年初めにデビューすると発表され、同年12月24日、「SEVENTEEN TV」がスタート。その翌年、2013年6月18日、「SEVENTEEN TV」シーズン3がスタートし、ジョンハンが合流した。
そして2015年5月26日、「SEVENTEENプロジェクト-デビュー大作戦」最終回にて韓国アイドルとして初となるデビューショーケースを1時間生放送した。

### デビュー後
デビュー曲「아낀다（Adore U）」に長髪で登場。その後ビジュアル担当として活躍している。
漢陽大学未来人材教育院に2020年3月から在籍している。
兵役法に基づき、グループ内で初めて入隊し、2024年9月26日から社会服務要員として代替勤務する。